# Lycostomus rufocostatus
Lycostomus rufocostatus is een keversoort uit de familie netschildkevers (Lycidae). De wetenschappelijke naam van de soort werd in 1940 gepubliceerd door Kleine.